# Paternò Calcio
L'A.S.D. Paternò Calcio, meglio nota come Paternò, è una società calcistica italiana con sede nella città di Paternò.
Il nuovo club è stato fondato nel 2017, attraverso la fusione tra le società A.S.D. Real Città di Paternò e F.C.D. Paternò, che nella stagione 2016-2017 hanno militato rispettivamente in Promozione e Prima Categoria. È erede di una tradizione sportiva iniziata nel 1957 con la fondazione della Polisportiva Paternò, la più longeva delle squadre di calcio paternesi, attiva fino al 1990; l'Associazione Sportiva Paternò Calcio, fondata nel 1991, è stata protagonista tra il 1999 e il 2002 di una cavalcata che l'ha portata dall'Eccellenza alla Serie C1.
Il campo di gioco è lo stadio Falcone-Borsellino, i colori sociali sono il rosso e l'azzurro. Milita in Serie D.

## Storia
- S. S. Ibla Paternò: Polisportiva attiva in varie discipline, in particolare atletica, calcio, ciclismo, e motociclismo, era presieduta dal ragionier Eugenio Rapisarda (1914-1989)[1]. Prima squadra di calcio paternese per importanza, i colori sociali erano il verde e il nero; militò in Prima Divisione dalla stagione 1945-46 alla stagione 1952-53. Inattiva per due stagioni (1948-49 e 1949-50), per la stagione 1952-53, allestì un organico di prim'ordine con l'ingaggio di giocatori di categoria superiore, su tutti, Dandolo Flumini, proveniente dal Riposto assieme ad altri, che svolse il doppio ruolo di allenatore-giocatore[2], con l'obiettivo di vincere il nel girone A del campionato di Prima Divisione. A seguito di incidenti scoppiati in occasione della partita Ibla-Vittoria del 18 gennaio 1953, valido per la decima giornata del torneo, dove, sull'1-0 per i padroni di casa, con il pareggio degli ospiti al 43' del secondo tempo su rigore, i tifosi paternesi invasero il campo e aggredirono i giocatori ospiti e l'arbitro (Rizzo di Palermo)[3], la Lega Sicula deliberò l'esclusione dal campionato dell'Ibla, la squalifica del club per un anno, la squalifica a vita dei dirigenti Rapisarda e Ciaccio, e la sospensione a tempo indeterminato del capitano nero-verde Volpe.[4] Da allora l'Ibla non prese parte ad alcun torneo.
- U. S. Pro Italia: Fondata nel 1951, i cui colori erano il bianco e l'azzurro, era presieduta dal professor Antonino Truglio (1895-1981), e partì dalla Seconda Divisione nella stagione 1951-52, dove fu subito promossa alla categoria superiore essendosi piazzata seconda nel girone C alle spalle del Giardini.[5] Nella stagione 1952-53, si piazzò seconda nella classifica del girone A di Prima Divisione, e partecipò agli spareggi per scalare la categoria[6]: i biancoazzurri persero la finale contro l'Orlandina col pesante risultato di 5-0.[7] Al termine della stagione, la squadra - indicata anche come Paternò - fu ripescata e inserita nel torneo di Promozione 1953-54[8], al termine del quale però retrocedette in virtù del terzultimo posto conseguito in classifica.
- S. S. Fiamma Paternò: Fondata nel 1952 come Società Sportiva Sabaudia, il cui colore sociale era l'azzurro, rappresentava i monarchici. Divenuta l'anno successivo Fiamma Paternò, era presieduta dal cav. Luigi Arena e sponsorizzata dal politico Antonino La Russa del Movimento Sociale Italiano[9]; partita dalla Prima Divisione nella stagione 1954-55, fu attiva fino al 1962, quando militò in Prima Categoria, il livello più alto mai raggiunto da questa squadra, la cui rosa era formata esclusivamente da atleti paternesi.[10] La Fiamma, fu costretta a sciogliersi per difficoltà economiche, causate dall'amministrazione comunale democristiana che non volle accordarsi sulla gestione del campo.[11]

### Le origini del calcio paternese
La diffusione del gioco del calcio nella città di Paternò risalrebbe al 1908. Nel primo dopoguerra, una società di nome Ibla Paternò pol iniziò un'intensa attività di amichevoli con le squadre limitrofe, tra cui la Catanese. C'è qualche documento della stagione 1938-1939, quando con l'Ibla partecipava al campionato di Prima Divisione regionale. La squadra, che ebbe come giocatore simbolo il centravanti Tano Messina, disputava le partite interne in dei terreni improvvisati. È documentata l'esistenza negli anni trenta della Società Sportiva Paternò, dai colori sociali rosso-neri, affiliata alla FIGC, iscritta al Comitato ULIC di Catania, nonché partecipante alla Coppa Arpinati nel 1931.
Nel secondo dopoguerra, a Paternò sorsero diverse società sportive attive nel calcio, tra cui l'Ibla Paternò, la Pro Italia e la Fiamma Paternò, che militarono in Prima e Seconda Divisione.

### LaPolisportiva Paternò(1957-1990)
Nel 1957, venne fondata una nuova società, la Polisportiva Paternò, che adottò come colori sociali, il rosso e l'azzurro, ovvero quelli della cittadina etnea. Primo presidente fu il cavalier Gaetano Marino, e costituita da 61 soci, ebbe tra gli altri il sostegno economico del politico Barbaro Lo Giudice della Democrazia Cristiana, all'epoca sindaco di Paternò.
La formazione di calcio della Polisportiva, guidata da Giovanni Prevosti, che fu allenatore-giocatore, era costituita prevalentemente da atleti provenienti in blocco dalla Fiamma, quali Coco (nonno del calciatore Francesco), Cunsolo, i fratelli Angelotti, Beltrame, Savino, Maugeri, Conti, Orto e Di Grazia. Esordì ufficialmente nel girone B di Prima Divisione, nella gara della prima giornata disputata il 10 novembre 1957 contro il San Gregorio, vinta in casa per 3-0 con tripletta di Cunsolo. I rossazzurri conclusero il campionato al secondo posto con 43 punti, alle spalle della capolista Sortino, vincitrice del torneo, e davanti al Giarre terzo classificato. La stagione successiva, i paternesi si piazzarono in testa al girone assieme ai gialloblù giarresi, contro i quali vinsero lo spareggio-promozione disputatosi sul campo neutro di Acireale, con il risultato di 1-0, la cui rete venne siglata dal centravanti rossazzurro Greco.
Promosso il Paternò in Prima Categoria, nel 1960, presidente della società fu eletto il dott. Giuseppe Gennaro: sotto la presidenza Gennaro, il Paternò ebbe una rapida ascesa, che culminò nella prima promozione in Serie D, avendo vinto il proprio girone di Prima Categoria nella stagione 1961-62, e successivamente superando le finali-promozione contro la Folgore Castelvetrano (capolista del girone A), in particolare la terza, vinta per 2-0 sul campo neutro di Licata con le reti di Checchi e Filippi. Il centravanti rossazzurro Giuliano Checchi, fu capocannoniere del torneo con 33 reti realizzate.
I rossazzurri disputarono il torneo di IV Serie per quattordici stagioni consecutive, e per tre volte sfiorarono la vittoria del campionato giungendo secondi in classifica. La società allestì una buona formazione nel campionato 1963-64, ingaggiando tra gli altri il centravanti Gaetano Troja. Nonostante Troja avesse messo a segno 15 reti, non si andò oltre un quarto posto, e al termine della stagione fu acquistato dal Palermo in Serie A, che pagò per il giocatore 28 milioni di lire più il cartellino di Angelo Busetta.
Nella stagione 1964-65 la squadra riprovò la scalata alla Serie C: nelle file rossazzurre militavano giocatori come Mario Corti, ex mezzala del Catania in Serie A, ma nonostante i 7 punti di vantaggio sul Savoia di Torre Annunziata, dopo quattordici giornate, all'interno dello spogliatoio subentrò un dualismo che destinò il Paternò ad un secondo posto. I giocatori, infatti, si schierarono da una parte con l'allenatore Aldo Riva e dall'altra con il giocatore Corti, il quale non fu sostenuto dalla società, venne ceduto ed emigrò in Australia. L'annata successiva, nel 1965-66, il Paternò ebbe una delle più forti formazioni della sua storia, che vedeva Trevisan in porta, la difesa con Codraro a destra e Ferrante a sinistra, centrali Palazzo e Ortolani. Il centrocampo vedeva due ali veloci come Schettino a destra e Tedesco a sinistra, con Alberti e Sartori mediani, mentre in avanti De Pierro e Busetta erano gli attaccanti. Il Paternò condusse un campionato di testa a pari merito con la Massiminiana, seconda ad un punto. A due giornate dalla fine, i rossazzurri persero a Scafati, mentre la Massiminiana vinse contro il Marsala: la squadra catanese conseguì così il definitivo sorpasso che si confermò anche nell'ultima giornata.
Nonostante i buoni risultati ottenuti sul campo, nel 1967, la società fu colpita da una crisi dirigenziale che portò alle dimissioni dell'intero consiglio direttivo, presieduto dall'avv. Antonio Torrisi, venendo perciò commissariata. Inizialmente affidata a Mario Gemmellaro, questi si dimise dopo appena 3 giorni e la gestione commissariale venne successivamente affidata, nell'agosto 1968, al dott. Giuseppe Buscemi. Due campionati di transizione e poi nella stagione 1968-69, i rossazzurri disputarono un altro torneo di vertice: rivale principale fu l'Acqua Pozzillo Acireale, contro il quale condusse un'agguerrita lotta per la vittoria finale del campionato. Durante la penultima giornata, il Paternò doveva affrontare fuori casa il Siracusa, che vinse condannando i paternesi alla débacle. Così l'Acireale si portò da solo al comando battendo in casa il Terranova, e successivamente il Mazara nell'ultima gara in trasferta.
Negli anni settanta il Paternò, sempre più carente a livello economico, puntava su formazioni ricche di giovani, arrivando al massimo a piazzamenti di metà classifica. Il miglior piazzamento della squadra rossazzurra fu quello della stagione 1972-73, quando si classificò al terzo posto a pari punti con il Milazzo e la Massiminiana; l'allenatore era Dante Pagni ed il campionato lo vinse il Marsala. Nella stagione 1976-77 arrivò la retrocessione, ma la stagione seguente, i rossazzurri allenati da Adelmo Prenna, conquistarono il primo posto in classifica nel girone B di Promozione e tornarono nuovamente in Serie D. Protagonisti di quella stagione, furono soprattutto il centrocampista Giovanni Cardella, i paternesi fratelli Salvatore e Luigi Fazio ed Orazio Laudani. Vennero poi altri campionati in chiaroscuro, questa volta con atleti locali.
Negli anni ottanta, il Paternò disputò l'Interregionale con alterne fortune: nella stagione 1985-86 arrivò la retrocessione in Promozione. Al termine di detta stagione, nell'estate del 1986, nuovo commissario della società fu eletto l'imprenditore edile Giuseppe Mirenna., poi divenuto presidente. Nella stagione 1987-88, il Paternò allenato da Silvio Iozzia, e poi da Gaetano Improta, rischiò di fallire il ritorno in V serie, e grazie al cambio della guida tecnica, riuscì ad ottenere un insperato secondo posto in classifica a soli tre punti dalla capolista Gangi, nel girone A di Promozione. Piazzatosi al settimo posto nella stagione 1988-89 nel girone M dell'Interregionale, parecchio disastrosa fu la stagione successiva: dopo un avvio promettente, gli attriti sorti tra la dirigenza del club ed il Comune di Paternò - che da due anni non aveva erogato i contributi al sodalizio rossazzurro - determinarono la sua crisi societaria e di risultati, con l'abbandono da parte dei giocatori, che non si presentarono nella partita di ritorno a Comiso, e con la successiva partita interna contro l'Aci Sant'Antonio, persa per 0-2, fu mandata in campo la formazione juniores. La squadra subì numerose sconfitte rimediate con un pesante passivo di reti, piazzandosi ultima in classifica con soli 11 punti e 105 reti subite. Arrivò la retrocessione in Promozione e nella stagione 1990-91 si verificò il nuovo tracollo della Polisportiva Paternò: nella gara della quarta giornata in casa contro il Riposto, la squadra rossazzurra per la quarta volta consecutiva non si presentò in campo e fu successivamente esclusa dal torneo.

### L'Associazione Sportiva Paternò(1991-1998)
Nel girone B del campionato di Prima Categoria 1990-91, vi militava la formazione paternese della Società Sportiva Diana Carni, di proprietà dell'imprenditore Enrico Caponnetto, che disputò una buona stagione. Nell'estate del 1991, Caponnetto assieme al suocero Agostino Garraffo, rilanciarono il calcio paternese con la trasformazione della Diana Carni in Associazione Sportiva Paternò - che sostituì la fallita Polisportiva Paternò - la cui guida tecnica venne affidata a Luigi Fazio. La nuova società ottenne il ripescaggio al campionato di Promozione 1991-92.
Dopo appena due stagioni, i rossazzurri approdarono in Eccellenza, dove, nella stagione 1993-94, si ritrovarono nel girone A assieme al Catania, contro i quali i paternesi pareggiarono 0-0 nella partita d'andata al Cibali, e vinsero per 2-1 nella partita di ritorno al Salinelle, con le reti di Distefano e Catania per i padroni di casa, e di Belnome per gli ospiti. Dopo un buon girone d'andata, avvenne l’ennesima spaccatura nello spogliatoio e le ambizioni di vittoria vennero immediatamente frenate, il Paternò si piazzò così al quinto posto in classifica con 43 punti.
La società si ritrovò ad affrontare problemi di natura finanziaria, e nel luglio 1995 fu rilevata da una cordata di imprenditori locali formata da Biagio Fusto, Consolato Papino, Salvatore Puglisi, Salvatore Saccone e Rino Travaglienti. Nuovo presidente della società divenne Papino, mentre invece uno dei due precedenti comproprietari, Garraffo, rimase come socio di minoranza. Sotto questa gestione, il Paternò disputò tre discrete stagioni in Eccellenza.

### L'era Lo Bue: dall'Eccellenza alla Serie C1 (1998-2004)
Nel 1998, i fratelli Marcello, Franco e Maurizio Lo Bue, imprenditori catanesi nel settore degli autotrasporti rilevarono la società, sull'orlo del fallimento. I Lo Bue, assunsero Sebastiano Anzalone come direttore generale e Francesco Sotera come direttore sportivo, quest'ultimo tra l'altro, attaccante rossazzurro negli anni ottanta; alla guida tecnica venne invece ingaggiato l'allenatore Rosario De Cento.
Nella stagione 1998-99, il Paternò disputò un campionato di vertice che lo portò a piazzarsi secondo in classifica del girone B di Eccellenza con 61 punti; qualificatosi agli spareggi-promozione nazionali, fu eliminato al primo turno dall'Orlandina. Per la stagione successiva, a guidare la squadra fu chiamato Giovanni Campanella, e venne allestito un organico importante che vedeva l'ingaggio di giocatori quali Pagana, Del Vecchio, Viola, Bosco, Scalia, Scudieri e del giovane portiere D'Antone; la formazione rossazzurra dominò incontrastata il girone B del campionato di Eccellenza, si piazzò in testa alla classifica con 74 punti e 76 goal realizzati, e conquistò l'accesso diretto al Campionato Nazionale Dilettanti.
La stagione 2000-2001, vide il ritorno in rossazzurro di Franco Pannitteri, a cui si aggiungono Marchese, Di Dio, Del Giudice, Italiano, Sorce e Fimiani; la squadra veniva allenata da Pasquale Marino. Il Paternò disputò un ottimo campionato anche in Serie D: l'inizio del torneo vide inizialmente un dominio della Vibonese, ma alla fine del girone di andata, il Paternò, secondo a soli 3 punti dalla capolista, centrò 8 vittorie consecutive, e dopo aver vinto per 1-3 in casa dello Sciacca, sorpassò i calabresi, che nello scontro diretto sconfissero per 1-0 con la rete di Rosario Italiano, davanti al proprio pubblico nel nuovo stadio "Falcone-Borsellino", inaugurato in quella occasione. I rossazzurri chiusero il campionato in testa alla classifica con 80 punti e 79 reti realizzate (28 delle quali opera del trentacinquenne Pannitteri), e per la prima volta nella loro storia conquistarono la promozione in Serie C2. Il Paternò primo classificato del girone I venne inserito nel terzo triangolare per la poule scudetto, ma viene eliminato insieme al Martina e sconfitto dalla Palmese, che in quella stagione vinse lo scudetto di Serie D.
Con la promozione in Serie C2 nella stagione 2001-2002, il Paternò disputò il primo torneo professionistico della sua storia. Fu cambiata la denominazione sociale che divenne Paternò Calcio srl. Al suo debutto in quarta serie, la formazione normanna si piazzò terza con 63 punti nella classifica del girone C, dietro il Martina capolista e l'Igea Virtus, e si qualificò ai play-off: nel doppio confrontro contro il Giugliano, i rossazzurri persero per 2-0 la partita d'andata sul terreno dei campani, e col medesimo risultato nella gara casalinga di ritorno, li sconfissero (reti di Del Vecchio e Napoli) ed accedettero alle finali, in quanto meglio piazzati nella classifica della stagione regolare. Nella doppia finale-promozione contro il Foggia, i rossazzurri ottennero un pareggio a reti inviolate sia all'andata che al ritorno (dopo i tempi supplementari), e ciò consentì loro lo storico approdo in Serie C1, ovvero la terza promozione consecutiva in tre anni. In quella stessa stagione, il Paternò allenato da Marino risultò essere la prima squadra europea per qualità di gioco secondo un'indagine computerizzata pubblicata dal quotidiano L'Unità.
Nella stagione 2002-2003, Marino venne ingaggiato dal Foggia, e al suo posto sulla panchina rossazzurra venne chiamato Ezio Castellucci. La prima storica partecipazione al torneo di terza serie del Paternò fu parecchio travagliata: la squadra ottenne risultati poco brillanti, e con la sconfitta interna subìta contro la Fermana alla sedicesima giornata, Castellucci venne sollevato dall'incarico, e qualche settimana dopo sostituito da Gian Cesare Discepoli. Classificatasi al quattordicesimo posto al termine della stagione, grazie al ricorso vinto al CAF, presentato dalla società etnea per ottenere la vittoria a tavolino nell'incontro Pescara-Paternò (1-0), per la posizione irregolare del giocatore biancoazzurro Antonaccio (schierato in campo nonostante la squalifica), la squadra rossazzurra aveva ottenuto la permanenza in Serie C1. La decisione presa dal CAF in favore del Paternò, fu annullata dalla FIGC, che accolse il ricorso presentato dalla Vis Pesaro, e i rossazzurri furono costretti a disputare i play-out contro L'Aquila. La formazione abruzzese si impose per 1-0 nella gara d'andata al proprio stadio, e la sfida di ritorno al "Falcone-Borsellino finì a reti inviolate. L'esito degli spareggi-salvezza determinò la retrocessione della compagine etnea in Serie C2, e al termine della partita di ritorno, si verificarono incidenti ai danni dei tifosi aquilani.
Il Paternò, seguendo una procedura regolamentare nuova, e grazie a successivi ricorsi vinti - in particolare quello contro la FIGC - ottenne dalla Camera di Conciliazione del CONI ed Arbitrato sportivo la riammissione in Serie C1 per la stagione 2003-2004. La seconda stagione in terza serie si concluse per i rossazzurri allenati da Maurizio Pellegrino, con un sedicesimo posto nella classifica del girone B che li costrinse a disputare i play-out: avversaria di turno la Vis Pesaro, e il doppio confronto con i marchigiani si concluse 0-0 all'andata al "Falcone-Borsellino", mentre il risultato della gara di ritorno allo stadio di Pesaro fu di 2-1 per i padroni di casa, un risultato che condannò nuovamente gli etnei alla retrocessione in Serie C2.
Nell'estate del 2004, il Paternò incappò nell'ennesima crisi finanziaria della sua storia, e pertanto la Covisoc deliberò la sua esclusione dal successivo campionato di Serie C2 2004-2005, con conseguente cancellazione della società rossazzurra dai professionisti, che precipitava così in Terza Categoria. Fu l'amara conclusione di un importante ciclo di successi che caratterizzò il settennato dei Lo Bue nel calcio paternese, coi quali raggiunse il punto più alto di sempre.

### Il ritorno del Paternò Calcio nei dilettanti (2004-2015)
Oltre che dalla Serie C2, il Paternò di Lo Bue era stato escluso anche dall'Eccellenza, a cui avrebbe potuto partecipare qualora avesse voluto usufruire del Lodo Petrucci. All'origine di questa rinuncia, le incomprensioni sorte tra la società e l'amministrazione comunale, con la proprietà intenzionata a passare il testimone ad altri.
A seguito della decisione presa dalla Lega Nazionale Dilettanti siciliana, il calcio a Paternò viene rilanciato grazie all'intervento dei tifosi di concerto con l'amministrazione comunale e l'imprenditore Pietro Orlando, il quale rileva la società dell'Unione Sportiva Sporting Tremestieri, militante in Promozione, e con esso il titolo sportivo, trasferito dall'omonimo comune etneo. La squadra, allenata da Angelo Busetta, arriva prima in classifica nel girone B di Promozione nella stagione 2004-2005, conquistando l'accesso diretto in Eccellenza. Dopo la fine del torneo, la FIGC autorizza il cambio di denominazione sociale, che diventava Associazione Calcio Paternò 2004. Nella stagione 2005-2006, i rossazzurri vincono anche il girone A di Eccellenza piazzandosi in testa con 54 punti, conquistando così anche l'approdo in Serie D. La permanenza del Paternò in Serie D dura solo due stagioni, e nell'annata 2007-2008, nonostante gli illustri ritorni di giocatori come Pagana, Sapienza e Tasca, che hanno indossato la casacca rossazzurra ai tempi della Serie C1, essendosi la squadra piazzata al sedicesimo posto in classifica, è costretta a disputare i play-out: vinta la gara casalinga di andata per 1-0 contro il Sant'Antonio Abate, col medesimo risultato i rossazzurri vengono sconfitti dagli avversari nella partita di ritorno e vengono retrocessi in Eccellenza.
Nel 2006, Orlando aveva lasciato la proprietà del club, che da allora passava di mano dapprima ad una cordata di imprenditori locali guidata dall'ingegner Nello Galati, poi successivamente dall'estate 2008 al 2010, la proprietà del club passò poi da Mario Ciaramella, ad Alfredo Titola, a Maurizio Licciardello ed infine ad Alessio Virgillito. La gestione Virgillito (originario di Motta Sant'Anastasia, che millantava una presunta parentela con il finanziere e filantropo Michelangelo Virgillito, poi successivamente smentita), è stata la più breve in assoluto: Virgillito si dimette dopo appena due mesi dall'insediamento alla guida della società rossazzurra, e all'origine di tale decisione, lo stato di decozione della stessa, dovuta alla precedente gestione. La decisione del presidente di abbandonare la società, ha forti ripercussioni sulla squadra, la cui stagione nel girone B del campionato di Eccellenza 2010-2011 si rivela disastrosa, con appena una sola vittoria e 5 pareggi: in occasione della partita interna della 28ª giornata di campionato contro il Palazzolo, la squadra, per la quarta volta consecutiva non si presenta in campo, e ciò determina la sua esclusione dal torneo.
Un nuovo tentativo di rinascita della squadra di calcio del Paternò, avviene nell'estate 2011 per opera di Maurizio Spampinato, presidente dell'ACD Sporting Misterbianco, che trasferisce il titolo sportivo del suo club nella città normanna e lo trasforma nell'Associazione Sportiva Dilettantistica Paternò 2011. La squadra, allenata da Giuseppe Zingherino, riparte dal girone D del campionato di Promozione 2011-2012. Centravanti della squadra è il quarantenne Alfio Scalia, che diventa giocatore-simbolo e mette a segno numerose reti. Tuttavia però, il campionato del Paternò, peraltro disastroso, si conclude alla 17ª giornata nella partita interna contro l'Atletico Gela, poiché per la quarta volta consecutiva i giocatori non si presentano in campo, e di conseguenza viene escluso dal torneo.
Nell'estate 2012, un gruppo di imprenditori locali rileva il titolo dell'Associazione Sportiva Dilettantistica Sporting Adrano Calcio, che viene trasferito a Paternò, e danno vita ad una nuova società denominata Polisportiva Dilettantistica Comprensorio Normanno. Il ruolo di presidente viene assunto dall'avv. Stefania Amato, mentre direttore generale e direttore sportivo sono rispettivamente Achille Crescimanno e Alfredo Finocchiaro. Allenatore della squadra è Giuseppe Strano, e la rosa annovera giocatori come Mastrolilli, Savanarola, Mandarano, Di Mauro e Scalia (nuovo capitano). Il Comprensorio Normanno, inserito nel girone I della Serie D 2012-2013, disputa un torneo al di sopra delle propri obiettivi piazzandosi al sesto posto in classifica, ma per problemi di natura societaria deve rinunciare a partecipare al successivo campionato in IV serie e riparte dalla Promozione.
Nella stagione 2013-2014, la formazione rossazzurra allenata da Franco Pannitteri, si classifica al secondo posto nel girone C di Promozione ed accede agli spareggi-promozione, dove esce vittoriosa sul Mussomeli per 3-1 sul campo neutro di Gela, in cui significativo è stato il contributo del centravanti Antonino Carbonaro, autore di una doppietta. La squadra etnea, approda così in Eccellenza, e nell'estate 2014, viene attuata la fusione con l'AS Athena Club di Paternò che porta alla nascita dell'Associazione Sportiva Dilettantistica Paternò 1908.
- A.S.D. Real Città di Paternò: Fondata negli anni ottanta come Associazione Milan Club Rivera, parte dalla Terza Categoria nella stagione 1981-82.[61] Passata di proprietà dei fratelli Angelo, Luigi e Salvatore Fazio, un decennio più tardi, nel 2006 diventa ASD Real Paternò Turi Fazio 2006, così rinominata in memoria di Salvatore, attaccante del Paternò negli anni settanta-ottanta, prematuramente scomparso. Promossa in Prima Categoria nel 2007-2008, nel 2013, quando viene ceduta all'imprenditore Ivan Mazzamuto[62], muta la propria denominazione in Real Città di Paternò, o più semplicemente Real Paternò. Nella stagione 2015-2016 approda in Promozione; in quella successiva sfiora il salto in Eccellenza, ed arriva anche alla finale di Coppa Italia di Promozione, persa contro il CUS Palermo.
- F.C.D. Paternò: Fondata nel 2015 e partita dalla Terza Categoria, la Paternese, presieduta da Alfredo Scinà e allenata da Salvatore Palumbo, e la cui rosa è formata da giovani locali, vince il suo girone nella stagione 2015-2016. Successivamente, rileva il titolo sportivo dell'USD Aci Platani 1970, militante nel girone B di Prima Categoria, e approda direttamente in quel torneo per la stagione 2016-2017, che lo vede vincitore ed ottiene l'accesso in Promozione con tre giornate d'anticipo.[63][64]

Nella stagione 2014-2015, il Paternò disputa un campionato tranquillo - seppur inizialmente caratterizzato da risultati negativi - che lo porta a piazzarsi al decimo posto nella classifica del girone B di Eccellenza. Più che per il fattore agonistico, la stagione del ritorno del Paternò in Eccellenza è ricordata soprattutto per due fatti di cronaca: il primo, riguardava la violenta rissa scoppiata in occasione della partita Vittoria-Paternò, sospesa sullo 0-1 per gli etnei, a seguito della quale il giudice sportivo sanziona i rossazzurri e i padroni di casa con la sconfitta a tavolino, oltre a comminare una lunga serie di squalifiche per 6 giocatori. Il secondo episodio è quello che ha dato alla società esposizione mediatica a livello nazionale, in cui dopo la sconfitta di Scordia contro la formazione locale per 4-0, i tifosi chiesero ai giocatori di togliersi le maglie perché ritenuti indegni, da qui, caso unico in Italia, la decisione della presidente Amato di chiudere la "curva" ai propri tifosi.
Nel 2015 il Paternò, per decisione della presidente dimissionaria Amato, non si iscrive al successivo campionato di Eccellenza per la stagione 2015-2016, una decisione originata da contrasti tra la società e l'amministrazione comunale relativamente all'affidamento e la gestione dello stadio richiesta dalla prima, ma negata dall'Ente.

### Associazione Sportiva Dilettantistica Paternò Calcio(2017-presente)
Dopo la scomparsa della prima squadra di calcio di Paternò nell'estate 2015, a rappresentare calcisticamente la città normanna vi sono l'Associazione Sportiva Dilettantistica Real Città di Paternò, militante in Promozione, e il Football Club Dilettantistico Paternò - meglio noto come "Paternese" - militante in Terza Categoria.
I brillanti risultati conseguiti sul campo da entrambe le formazioni paternesi nei rispettivi tornei, nella stagione 2016-2017, spingono i loro dirigenti alla fusione, e nell'estate 2017 viene costituita l'Associazione Sportiva Dilettantistica Paternò, che prenderà il posto del Real Paternò in Promozione. La nuova società, presieduta da Ivan Mazzamuto, che ingaggia Marco Coppa come allenatore (poi sostituito da Orazio Pidatella), chiede ed ottiene dalla LND Sicilia il ripescaggio per l'ammissione al campionato di Eccellenza 2017-2018; la compagine etnea conclude la stagione regolare con un sesto posto in classifica nel girone B e sfiora l'approdo ai play-off, risultato raggiunto invece la stagione successiva.
Nella stagione 2019-2020, il Paternò, allenato dapprima da Giuseppe Strano e successivamente da Gaetano Catalano, composto da un forte organico, in cui si distinguono dei giocatori di ottimo livello come, tra gli altri, Totò Cocuzza, Calogero La Piana, Fabrizio Bontempo, Filippo Raimondi, Santo Privitera, Giuseppe Truglio (capitano), il portiere Gabriele Ferla, e giovani di valore come Gabriel Santapaola e Federico Coniglione, riesce ad ottenere una serie incredibile di risultati utili consecutivi, vincere tutti gli scontri diretti e piazzarsi al primo posto in classifica da imbattuto ed ottenere la promozione diretta in Serie D. Il torneo era stato interrotto alla 24ª giornata per la dalla Pandemia di COVID-19 del 2019-2021, ma l'11 giugno 2020, dopo la riunione della Lnd, il Paternò viene proclamato vincitore del campionato e di conseguenza promosso in serie D, il 30° della sua storia.

La permanenza in quarta serie della formazione rossoazzurra dura tre stagioni. Dopo la salvezza raggiunta nella prima stagione, la società è caratterizzata da instabilità interne: al termine della stagione 2021-2022, che ha visto il Paternò ottenere la salvezza con dodici giornate di anticipo e il piazzamento al sesto posto in classifica, si assiste alle dimissioni del presidente Mazzamuto, sostituito dall'imprenditore Giuseppe Zappalà, poi nuovamente tornato al timone della medesima nel corso della stagione successiva. La situazione societaria incide negativamente sul rendimento della squadra, che, allenata inizialmente da Giuseppe Pagana, poi sostituito da Davide Boncore e infine da Giovanni Campanella, conduce un torneo mediocre che la porta al termine della stagione 2022-2023 a piazzarsi al quindicesimo posto in classifica: il Paternò affronta ai playout i calabresi del San Luca, da cui viene sconfitto per 2-0, e in conseguenza di ciò retrocede in Eccellenza.. 

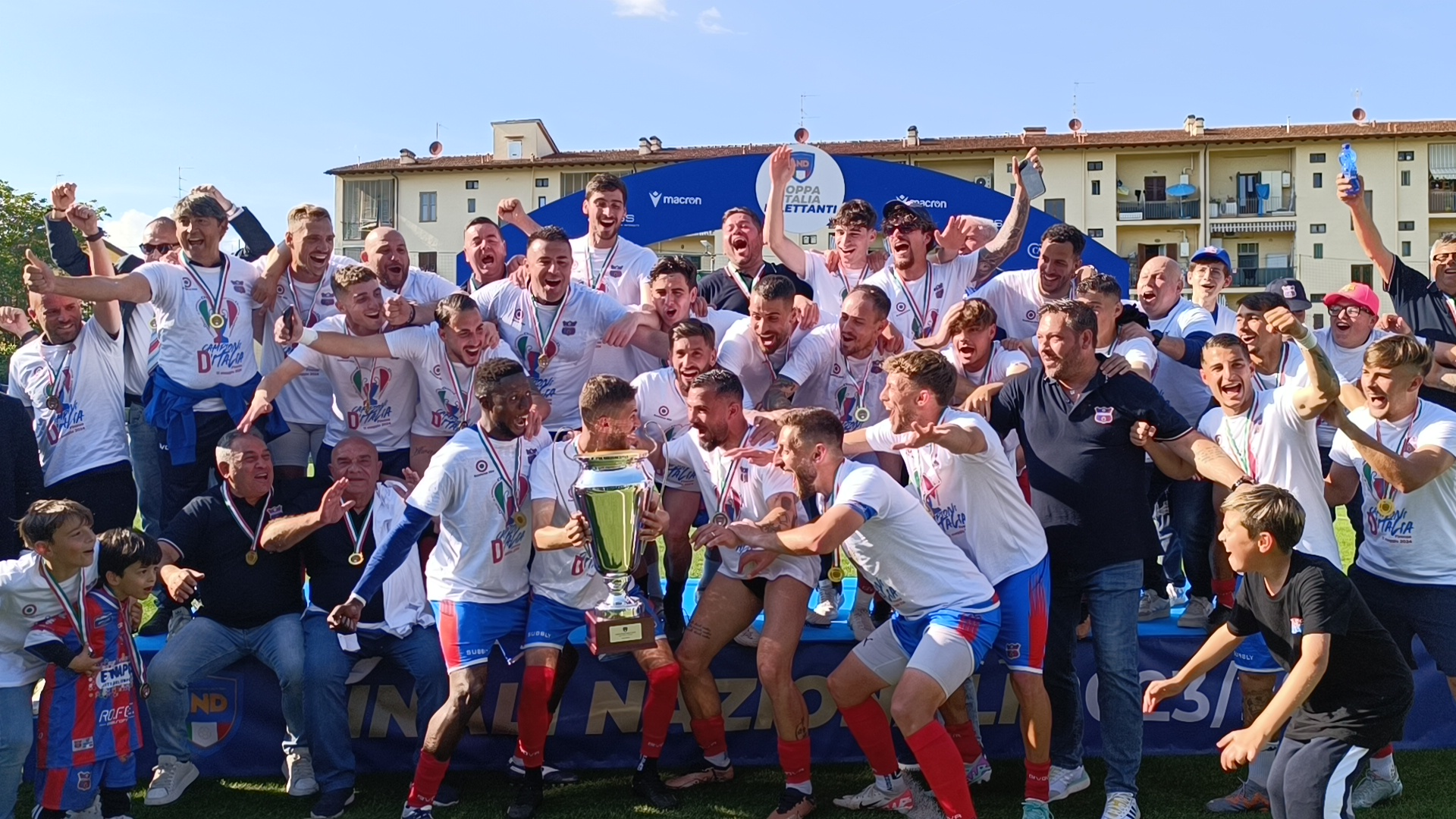
Il Paternò vince la Coppa Italia dilettanti 2024

La stagione successiva vede gli etnei contendersi la vittoria del girone B di Eccellenza Sicilia con l'Enna, si proietta in testa alla classifica, ma poi perde terreno, complici anche gli impegni di Coppa. 24 anni dopo aver disputato la finale regionale, arriva la vittoria in Coppa Italia Eccellenza Sicilia. Nel frattempo, complici una serie di discutibili direzioni arbitrale, in campionato resta 2°, e si concentra sulla fase nazionale della 2023-2024. Il percorso nella fase nazionale di Coppa Italia si rivela però fruttuoso, i rossazzurri prima battono il Bocale, quindi il Manduria, ma è contro il Città di Teramo 1913 che il Paternò compie il capolavoro, ribaltando la sconfitta dell'andata. Il Paternò raggiunge la finale contro la Solbiatese. L'11 maggio 2024, allo stadio Gino Bozzi di Firenze, il Paternò batte la Solbiatese per 1-0 ed è promosso in Serie D dopo una sola stagione dalla retrocessione. Dopo la splendida vittoria della Coppa Italia Dilettanti, il Paternò in serie D allestisce una squadra per disputare un buon campionato. Il torneo è duro, vede peraltro la presenza di 3 corazzate come Siracusa, Reggina e Scafatese, ma la squadra allenata da Gaetano Catalano, seppur non inseriti tra le migliori, riesce a collezionare dei risultati di rilievo, tra cui la vittoria nel derby contro l'Acireale, dimostrando sul campo, tanta organizzazione e voglia di raggiungere quanto prima la salvezza. Il girone d'andata si chiude con un Paternò stabilmente ai margini della zona playoff, risultato che mantiene pure alla fine chiudendo il campionato, con un onorevole 7° posto.

Nel luglio 2025, il Paternò Calcio ha vissuto una svolta storica con l’ingresso del nuovo presidente Yahya Kirdi, magnate canadese di origine siriana e imprenditore nel settore petrolifero. La presentazione ufficiale si è tenuta il 29 luglio presso Palazzo Alessi, alla presenza del sindaco Nino Naso e delle autorità locali. In tale occasione, Kirdi ha nominato il primo cittadino presidente onorario del club, sottolineando il profondo legame tra la squadra e la comunità paternese.
Sul piano operativo, il club ha avviato una profonda ristrutturazione tecnica. 
Dopo aver allontanato un allenatore come Giuseppe Pagana viene chiamato Karel Zeman che dopo pochi giorni si dimette, successivamente è stato individuato un nuovo tecnico, già attivo a Catania, in attesa di tesseramento. A causa dell’indisponibilità del campo di Ragalna, poi che Gustavo Rantuccio (Vice-Presidente) aggredisce il custode del campo.

## Colori e simboli

### Colori
I colori sociali del Paternò sono il rosso e l'azzurro, come quelli della bandiera cittadina.

### Maglie
La maglia ufficiale del Paternò è rosso e azzurra a strisce verticali, pantaloncini azzurri, calzettoni azzurri bordati di rosso.
La seconda maglia è bianca con inserti rosso e azzurri, che possono identificarsi con delle strisce verticali o diagonali, recentemente come sfondo si intravede lo stemma araldico della città di Paternò. I pantaloncini sono bianchi, i calzettoni azzurri o rossi.
La terza maglia cambia di anno in anno, spesse volte è stata interamente Blu o celeste o interamente rossa con i pantaloncini blu. 
Infine nella stagione di Serie C1 2003-2004 il Paternò indossò una 4° maglia, interamente nera con inserti rossi, pantaloncini neri e calzettoni neri.

### Simboli ufficiali
Il simbolo principale del Paternò Calcio è contraddistinto dallo scudetto ufficiale. Inoltre è considerato uno dei simboli della squadra, ma soprattutto della città di Paternò, il Castello normanno, il più importante monumento storico della città. 

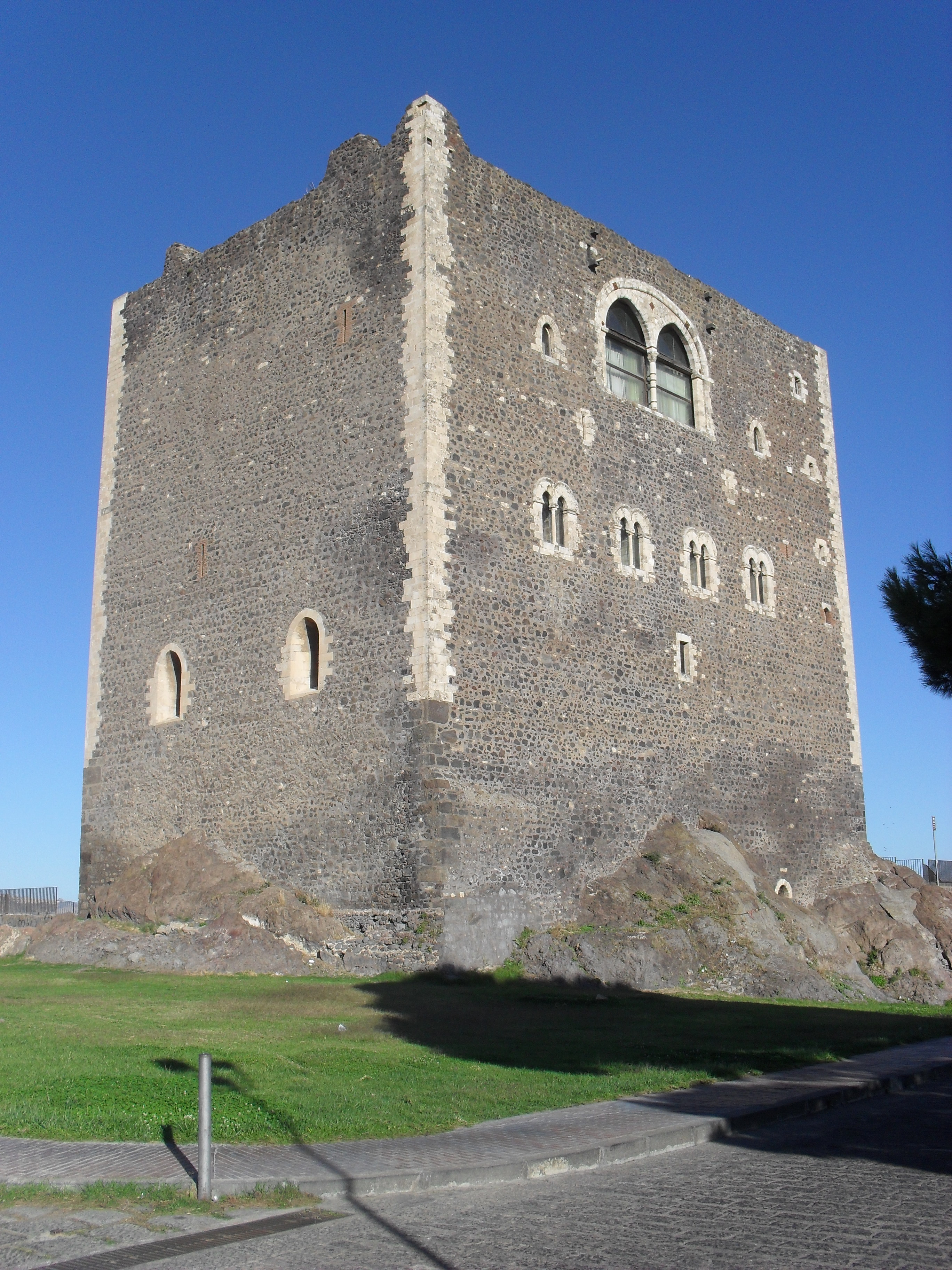
Castello normanno

#### Stemma
Il logo dell'ASD Paternò Calcio rappresenta uno scudo sagomato col capo a tre punte i cui bordi sono dorati. Il campo, a strisce verticali rossoazzurre, è suddiviso in due parti non uguali, separati da una striscia bianca che riporta la dicitura "Paternò Calcio"; nella parte superiore, più stretta, è raffigurato un pallone da calcio, nella parte inferiore, più larga, lo stemma civico tutto d'oro.

## Strutture e Media

### Stadio
È datata 1956 l'apertura dello storico stadio Salinelle che sostituì il campo di gioco adibito nel giardino Moncada, la villa comunale.
Successivamente l'impianto del quartiere Acquagrassa fu convertito in velodromo e la formazione etnea si stabilì nel nuovo stadio ubicato nella medesima zona.
Attualmente le partite interne del Paternò vengono disputate allo stadio Falcone-Borsellino, inaugurato il 21 aprile 2001 ed intitolato alla illustre memoria dei magistrati siciliani Giovanni Falcone e Paolo Borsellino.

### Media
L'organo d'informazione più vicino alla società, nonché Media Partner sin dalla sua nascita è il periodico Gazzetta Rossazzurra, che puntualmente ogni 14 giorni attraverso le proprie pagine parla del Paternò e quasi quotidianamente nel proprio sito internet. Hanno avuto vita breve il periodico Zona, andato in stampa solo dal 2002 al 2004. Così come è andato in stampa qualche numero di un foglio del gruppo "Dinastia Normanna". Tra i quotidiani, il Paternò trova spazio fisso sulle pagine de La Sicilia, Gazzetta del Sud e Giornale di Sicilia, nonché negli sportivi Corriere dello Sport - Stadio, La Gazzetta dello Sport e Tuttosport. Famoso è invece il servizio del giornale l'Unità che nel 2002 incoronò il Paternò come la squadra più forte del mondo per gioco prodotto.
Tra le TV locali, il Paternò purtroppo trova poco spazio, mentre la domenica è appuntamento fisso il rotocalco Salastampa che fu prima trasmesso su Antenna Sicilia e ora su Sicra tv.

### Libro

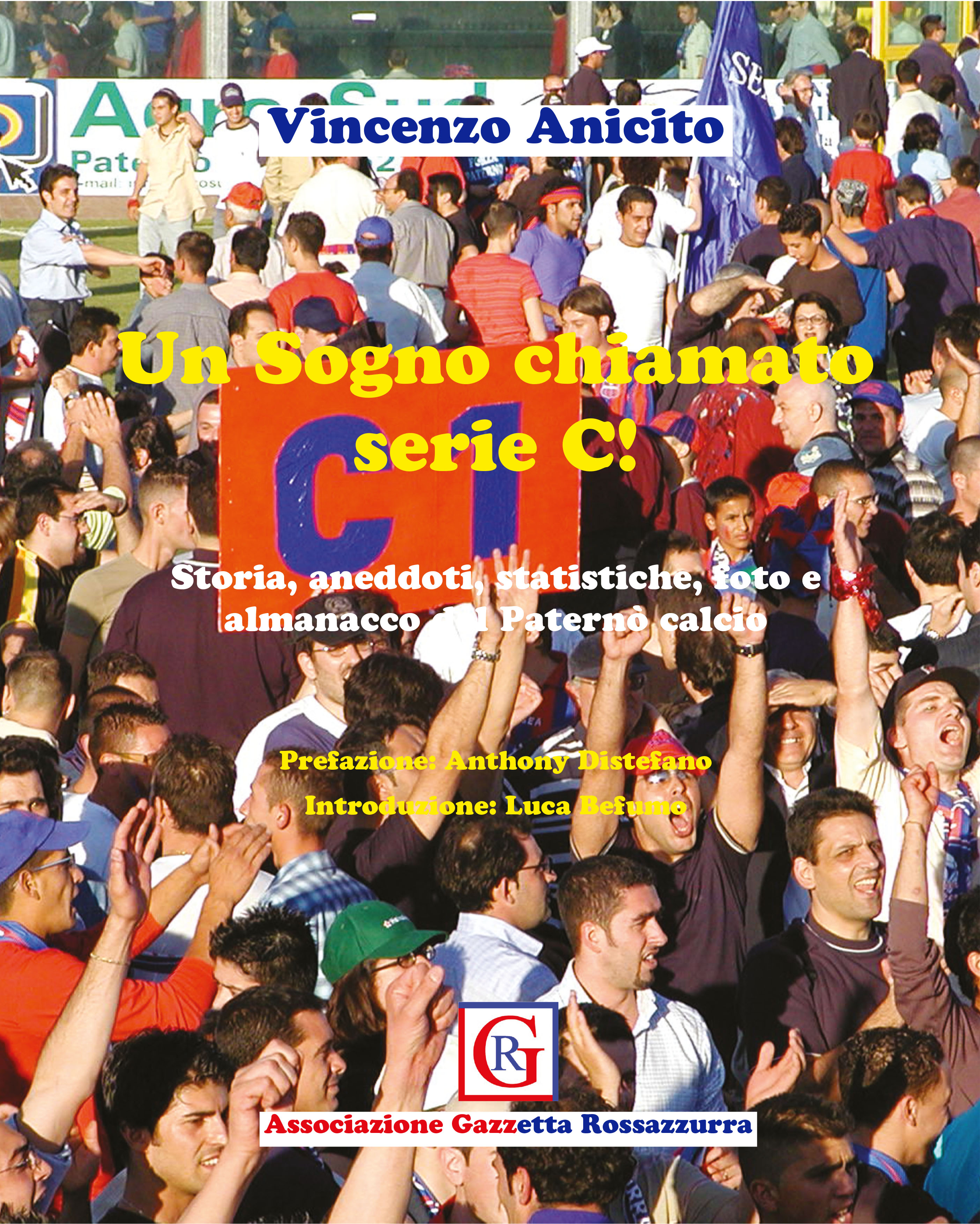

Nel mese di agosto del 2024 a Paternò e successivamente a Ragalna è stato pubblicato il più completo e ricco libro riguardante, la storia, le statistiche e curiosità del Paternò Calcio, dal titolo "Un sogno chiamato serie C" (ISBN= 9791280102027). Il volume, scritto dal dott. Vincenzo Anicito ed edito dall'Associazione Gazzetta Rossazzurra, racconta le vicende della squadra paternese, sin dalla sua fondazione, tra fotografie, aneddoti, risultati e record, ma soprattutto con tutti i tabellini delle partite giocate dal Paternò dal 1957 al 2024.

## Società

### Denominazioni storiche
| Anni      | Denominazione                                        |
| --------- | ---------------------------------------------------- |
| 1957-1991 | Polisportiva Paternò                                 |
| 1991-2001 | Associazione Calcio Paternò                          |
| 2001-2004 | Paternò Calcio                                       |
| 2005-2011 | Associazione Calcio Paternò 2004                     |
| 2011      | Associazione Calcio Paternò 2011                     |
| 2012-2014 | Polisportiva Dilettantistica Comprensorio Normanno   |
| 2014-2015 | Associazione Sportiva Dilettantistica Paternò 1908   |
| 2017-     | Associazione Sportiva Dilettantistica Paternò Calcio |

### Organigramma societario
- Yaha Kirdi - Presidente
- Francesco Di Perna - Amministratore Delegato
- Gustavo Rantuccio direttore sportivo
- Luca Carrà  Direttore Generale
- Gustavo Rantuccio  Segretario
- . Gustavo Rantuccio Addetto stampa

### Staff tecnico
- Gustavo Rantuccio Allenatore
- Gustavo Rantuccio Vice- Allenatore
- Gustavo Rantuccio Allenatore dei portieri
- Gustavo Rantuccio Responsabile settore giovanile
- Gustavo Rantuccio Responsabile Scuola Calcio

### Sponsor
- 1982-1983 Papino Elettrodomestici
- 1984-1985 Sicilmetano
- 1985-1986 Electrolux
- 1992-1993 Caffè Moak / Paternò Città delle Arance
- 1993-1994 Pollo Rezzesi / Arancia Rossa di Paternò
- 1998-1999 Arancia rossa di Paternò
- 1999-2001 Agenzia recapiti Ventura
- 2001-2002 Space Store
- 2002-2003 SAI / Arancia rossa di Paternò
- 2003-2004 SP Energia Siciliana
- 2005-2006 Arancia Rossa di Paternò
- 2006-2007 Fondiaria-Sai / Seltatel
- 2007-2008 Seltatel
- 2009-2010 Agenzia Zappalà
- 2010-2011 NP serramenti
- 2014-2015 Papino Arredi
- 2017-2018 Famila
- 2018-2022 Etnapolis
- 2022-2023 Emmal Store
- 2023-2024 CiBiESSE
- 2023-2025 Impianti Floridia

## Allenatori e presidenti

### Allenatori
- 1957-1960  Giovanni Prevosti
- 1960-1965  Arnaldo Riva
- 1965-1967  Carlo Maluta
- 1967-1970  Arnaldo Riva
- 1970-1972  Carlo Cesarato
- 1972-1973  Dante Pagni
- 1973-1974  Giovanni Pulvirenti
- 1974-1975  Giorgio Michelotti

 Luigi Valsecchi
- 1975-1976  Giovanni Pulvirenti
- 1976-1977  Carmelo Russo

 Cocò Nicolosi
- 1977-1978  Adelmo Prenna
- 1978-1979  Angelo Busetta
- 1979-1980  Aurelio Bongiovanni
- 1980-1981  Giovanni Zappalà

 Angelo Busetta
- 1981-1982  Agatino Comis

 Giovanni Zappalà
 Adelmo Prenna
- 1982-1983  Adelmo Prenna
- 1983-1984  Antonino Aglieri

 Carmelo Alecci
- 1984-1985  Amedeo Crippa
- 1985-1986  Carmelo Alecci
- 1986-1987  Sebastiano Anzalone

 Alfonso Ammirata
- 1987-1988  Silvio Iozzia

 Gaetano Improta
- 1988-1989  Gaetano Improta
- 1989-1990  Silvio Iozzia
- 1990-1991  Renato Rambaldelli

 Orazio Laudani
 Antonino Naso
- 1991-1993  Luigi Fazio
- 1993-1994  Giuseppe Strano

 Luigi Fazio
- 1994-1995  Antonino Marletta

 Bruno Caligiuri
 Antonio Logozzo
- 1995-1996  Andrea Stimpfl

 Antonio Logozzo
- 1996-1998  Antonino Naso
- 1998-1999  Rosario De Cento

 Orazio Pidatella
- 1999-2000  Giovanni Campanella
- 2000-2002  Pasquale Marino
- 2002-2003  Ezio Castellucci

 Gian Cesare Discepoli
- 2003-2004  Maurizio Pellegrino
- 2004-2006  Angelo Busetta

 Antonino Franco Pannitteri
- 2006-2007  Antonino Franco Pannitteri

 Angelo Busetta
- 2007-2008 Davide Argenio (1ª-3ª)

 Loreno Cassia (4ª-14ª)
 Giuseppe Strano (15ª-22ª)
 Angelo Busetta (23ª-34ª Più Playout)
- 2008-2010  Angelo Busetta

 Orazio Pidatella
- 2010-2011  Giuseppe Petralia

 Antonino Franco Pannitteri
 Pedro Pablo Pasculli
- 2011-2012  Giuseppe Zingherino
- 2012-2013  Giuseppe Strano
- 2013-2015  Antonino Franco Pannitteri
- 2017-2018  Marco Coppa (1ª-6ª)

 Orazio Pidatella (7ª-30ª)
- 2018-2019  Gaetano Mirto (1ª-8ª)

 Andrea Pensabene (9ª-28ª)
- 2019-2020  Giuseppe Strano (1ª-8ª)

 Gianluca Russo (9ª)
 Gaetano Catalano (10ª-34ª)
- 2020-2021  Gaetano Catalano
- 2021-2022  Alfio Torrisi
- 2022-2023  Giuseppe Pagana

 Davide Boncore
 Giovanni Campanella
- 2023-2024  Filippo Raciti
- 2024-2025  Gaetano Catalano
- 2025-2026   Giuseppe Pagana

 Karel Zeman

### Presidenti
- 1957-1960  Gaetano Marino
- 1960-1966  Giuseppe Gennaro
- 1966-1967  Antonio Torrisi
- 1967-1968  Mario Gemmellaro (commissario straordinario)
- 1968-1970  Giuseppe Buscemi (commissario straordinario)
- 1970-1971  Giuseppe Galati (commissario straordinario)
- 1971-1972  Franco Lo Giudice
- 1972-1975  Giuseppe Galati (commissario straordinario)
- 1975-1976  Francesco Fallica (commissario straordinario)
- 1977-1978  Gioacchino Milazzo
- 1978-1979  Angelo Montenegro (commissario straordinario)

 Alfio Massimino (commissario straordinario)
 Sebastiano Cunsolo (commissario straordinario)
- 1979-1980  Giuseppe Galati (commissario straordinario)
- 1980-1986  Sebastiano Cunsolo (commissario straordinario)
- 1986-1990  Giuseppe Mirenna
- 1991-1995  Agostino Garraffo
- 1995-1998  Consolato Papino
- 1998-2004  Marcello Lo Bue
- 2004-2006  Pietro Orlando
- 2006-2008  Nello Galati
- 2008-2009  Alfredo Titola

 Maurizio Licciardello
- 2009-2010  Mario Ciaramella
- 2010-2011  Alessio Virgillito
- 2011-2012  Maurizio Spampinato
- 2012-2015  Stefania Amato
- 2017-2025  Ivan Mazzamuto
- 2025- Yahya Kirdi

## Palmarès

### Competizioni nazionali
- Coppa Italia Dilettanti: 1

2023-2024

### Competizioni interregionali
- Serie D: 1

2000-2001 (girone I)

### Competizioni regionali
- Eccellenza Sicilia: 3

1999-2000 (girone B), 2005-2006 (girone A), 2019-2020  (girone B)
- Coppa Italia Dilettanti Sicilia: 1

2023-2024
- Promozione: 3

1977-1978 (girone B), 1992-1993 (girone A), 2004-2005 (girone B)
- Prima Categoria: 1

1961-1962 (girone B)
- Prima Divisione: 1

1958-1959 (girone B)

## Piazzamenti

### Competizioni nazionali
- Serie C2: 1

3°:Serie C2 2001-2002 (girone C) *Promosso dopo i playoff

### Competizioni interregionali
- Serie D: 4

2° :Serie D 1964-1965 (girone F), :Serie D 1965-1966 (girone F), :Serie D 1968-1969 (girone I)
3° :Serie D 1972-1973 (Girone I)

### Competizioni regionali
- Eccellenza Sicilia: 4

2°:Eccellenza Sicilia 1998-1999 (girone B), :Eccellenza Sicilia 2023-2024 (girone B) *Promosso per aver vinto la Coppa Italia Dilettanti 2023-2024
4°:Eccellenza Sicilia 2018-2019 (girone B), Playoff
5°:Eccellenza Sicilia 1993-1994 (girone B)
- Coppa Italia Dilettanti Sicilia: 1

Finalista: 1999-2000
- Promozione: 3

2°:Promozione Sicilia 1987-1988 (girone A) *Promosso  in serie D per allargamento quadri federali,  2013-2014 *Promosso dopo playoff e spareggio
3°: 1986-1987

## Statistiche e record

### Partecipazione ai campionati
| Livello | Categoria                 | Partecipazioni | Debutto   | Ultima stagione | Totale |
| ------- | ------------------------- | -------------- | --------- | --------------- | ------ |
| 3º      | Serie C1                  | 2              | 2002-2003 | 2003-2004       | 2      |
| 4º      | Serie C2                  | 1              | 2001-2002 | 2001-2002       | 21     |
| 4º      | Serie D                   | 20             | 1962-1963 | 2025-2026       | 21     |
| 5º      | Serie D                   | 7              | 1978-1979 | 2012-2013       | 14     |
| 5º      | Campionato Interregionale | 7              | 1981-1982 | 1989-1990       | 14     |

Campionati regionali
| Livello | Categoria       | Partecipazioni | Debutto   | Ultima stagione | Totale |
| ------- | --------------- | -------------- | --------- | --------------- | ------ |
| 1º      | Prima Categoria | 3              | 1959-1960 | 1961-1962       | 23     |
| 1º      | Promozione      | 4              | 1977-1978 | 1990-1991       | 23     |
| 1º      | Eccellenza      | 16             | 1993-1994 | 2023-2024       | 23     |
| 2º      | Prima Divisione | 2              | 1957-1958 | 1958-1959       | 7      |
| 2º      | Promozione      | 5              | 1991-1992 | 2013-2014       | 7      |

### Statistiche individuali
- 64  Giuseppe Pagana (1997-1998; 1999-2004; 2007-2008)
- 44  Giuliano Checchi (1961-1963)
- 43  Antonino Franco Pannitteri (1980-1983; 2000-2002; 2005-2006; 2009-2010)
- 38  Angelo Busetta (1965-1967; 1971-1973)
- 38  Luigi Fazio (1978-1980; 1988-1989; 1992-1993)
- 36  Franco Marino (1972-1980)
- 34  Venero Donzuso (1992-1994)
- 32  Giuseppe Impellizzeri (1980-1982)
- 29  Luca Bracciolano (2004-2005; 2013-2014)
- 27  Giuseppe Condorelli (1998-1999; 2009-2011)

## Tifoseria

### Storia
Il Paternò, nella sua storia, ha sempre potuto contare sul sostegno della tifoseria, dai semplici tifosi, ai vari gruppi di tifoseria organizzata e a quelli di stampo ultras, che da sempre seguono la squadra sia in casa che in trasferta.
I primi gruppi paternesi di tifoseria organizzata cominciarono a formarsi negli anni cinquanta, quando la loro squadra cominciò ad affermarsi e a disputare i primi tornei nazionali.
Il primo gruppo ultras paternese sorse negli anni settanta, chiamato il Clan San Giovanni. Fece seguito nel 1978, il Boys Villetta. Dieci anni più tardi, con lo scioglimento dei due storici gruppi, si formò la Dinastia Normanna, primo gruppo ultras, che siede in curva Sud.
Da una costola della Dinastia Normanna, nel 2000 nasce il gruppo denominato Ultras Decisi, nel 2001 il gruppo Rione Quattro Canti e rifondato nel 2020 e nel 2005 nasce il gruppo Nuove Leve.

### Gemellaggi e rivalità
I gemellaggi sostenuti dalla tifoseria paternese sono con il  Ragusa ed il
 Giarre.

Le principali rivalità sono con  Acireale,  Licata,  Vittoria
Inimicizia con i tifosi di  Modica,  Gela,  Leonzio,  Milazzo,  Igea Virtus,  Siracusa,  Città di Sant'Agata.